# Leskyně skvrnitá
Leskyně skvrnitá (Lampris guttatus), starším českým názvem perletník nádherný, je paprskoploutvá ryba obývající otevřená moře celého světa kromě polárních oblastí, vyskytuje se v hloubkách od 50 do 500 metrů. Tělo je vysoké a ze stran výrazně zploštělé, pokryté drobnými lesklými šupinami; hřbet má sytě ocelově modrou barvu, která směrem k břišní straně bledne a přechází do oranžové až růžové, ryba je hustě posetá bílými skvrnami. Ploutve jsou jasně červené. Ryba dosahuje délky dvou metrů a rekordní jedinci mohou vážit až 270 kg.
Podle objevu z roku 2015 je leskyně skvrnitá společně s tuňákem jediným známým druhem ryby, který je schopen aktivní termoregulace. Teplo vyrábí pohyby prsních ploutví a pomocí složitého systému tepelné výměny v cévách si dokáže udržet tělesnou teplotu asi o pět stupňů Celsia vyšší, než je mořská voda. Díky tomu si udržuje značnou pohyblivost i v chladných hlubinách oceánu a je na rozdíl od jiných místních ryb aktivním predátorem.
Leskyně jsou hojné především v okolí Havajských ostrovů, kde jsou oblíbenou konzumní rybou pod domorodým názvem opah.